# 吳祥輝
吳祥輝（1954年2月11日—），出生於臺灣宜蘭縣冬山鄉，作家、政治公關業者。早安國際公關公司、祥輝國際公關顧問公司、短傳媒（短新聞）創辦人。1976年處女作「拒絕聯考的小子」為其代表作。

## 生平

### 早年記者及小說
吳祥輝成淵中學畢業，臺北師專肄業，1974年畢業於建國中學，因為拒絕聯考，入伍當兵。

1975年，吳祥輝撰寫的自傳體小說《拒絕聯考的小子》出版，暢銷五十萬本，被作家三毛譽為「台灣的麥田捕手」。

1977年，第二本小說《叛幫的小老么》出版，遭到台灣警備總司令部查禁，經修改故事結尾並改名《斷指少年》後重新出版。同年退伍，獲《聯合報》聘為警政記者。

1978年，《台北甜心》出版，同年，《拒絕聯考的小子》同名電影在臺灣上映。

1979年，根據《斷指少年》改編的電影《一個問題學生》在臺灣上映，帶動台灣校園電影風潮。1981年，吳祥輝所著《獨家新聞》一書出版。同年開設電影公司，擔任公司製片人，《台北甜心》被拍攝成電影。

2018年，曾在《54自走砲》的節目中說出了「喜勒工蝦小」而在網路上被當成梗在用。

### 黨外雜誌
1983年，吳祥輝為臺北市議員林正杰效力，任台灣第一本黨外運動週刊《前進周刊》採訪主任，致力於打破蔣中正家族神話，並為《前進周刊》老闆娘楊祖珺的選舉活動上臺助講。

1984年，吳祥輝領導「揭露二二八採訪小組」，二二八事件首度在台灣被揭露，獲得黨外編輯作家聯誼會頒發「言論自由貢獻獎」。擔任《前進周刊》總編輯。

1985年，《前進周刊》被查禁後停刊。吳祥輝創辦《第一線》周刊，同年也遭停刊。

1986年，吳祥輝出版《李敖死了》批判李敖，李敖失去過去對黨外陣營的影響力。最後吳祥輝跟林正杰遭李敖控告。日後李敖在回憶錄中稱林正杰「忘恩負義」，「黨外時代我有恩於他，我幫他第一本黨外周刊——《前進》打天下，幾十萬稿費，一文不要，他因此有錢買了房子。後來他為了政治目的，竟勾結起連聯考程度都不足的手下，和國民黨情治人員聯手造謠，毀謗起『李大哥』來，被我一面寫書予以拆穿，一面告到法院判刑」同年吳祥輝與尤清、朱高正共同創辦《自由台灣》周刊，同年遭停刊。

1987年，創辦政論雜誌《民進周刊》，將民進黨領袖以封面故事的方式介紹給公眾。

1988年，吳祥輝因涉嫌誹謗李敖、公然侮辱李敖、傷害李敖、恐嚇李敖、誹謗憲兵司令部以及妨害臺灣臺北地方法院板橋分院院長自由等多項罪名，經合併執行，縮短刑期，又因蔣經國逝世減刑二分之一，被判七個月有期徒刑入獄。

1990年，再度因誹謗罪等多項罪名遭判刑，經合併執行，縮短刑期，又因蔣經國逝世減刑二分之一，被判七個月有期徒刑再次入獄。同年《民進周刊》停刊。

1991年，創辦《人民周刊》，同年遭停刊。

### 政治活動

#### 政治公關活動
1991年，吳祥輝開辦政治公關公司。
1993年臺南市長選舉，臺南市長施治明聘請吳祥輝操刀選舉文宣。施治明被攻擊的貪污案頗多，吳祥輝為扭轉社會輿論，發表一系列文宣品，例如《圖利市民是我最大心願》小冊子，為施治明辯護。吳祥輝的輔選最終發揮作用，使該次選舉國民黨得票大勝民進黨六萬多票，施治明在貪污案及外遇等批評的聲浪之中，仍順利連任。選後蔡介雄控告施治明推出不實文宣，意圖使他無法當選。而後施治明因第一任市長任內收受賄絡，於卸任後遭判處8年半有期徒刑。
1997年縣市長選舉，吳祥輝在基隆市為李進勇助選，在臺南市為本屆獲民進黨提名的張燦鍙操刀選舉行銷。當時國民黨候選人林南生即曾批評張陣營以情義痛批許添財，卻聘雇四年前批鬥林南生及蔡介雄的文宣仇家，又有何情義可言！。對此張陣營則表示由吳祥輝協助文宣製作是在蔡介雄生前即獲同意。在總部成立後文宣就由邱義仁負責。李進勇獲得民進黨提名，對上國民黨提名的劉文雄及脫黨參選的許財利，最終由於泛國民黨票源分裂，李進勇漁翁得利當選基隆市長。張燦鍙主要競爭者為同為黨外出身的許添財，兩人的民調支持度在選前僵持不下，幾個月下來，遲遲無法拉開差距。終至選舉開票，張燦鍙有效凝聚民進黨支持者票源而當選。吳祥輝自認輔選張燦鍙居功厥偉，但媒體報導稱是選前之際臺北市長陳水扁南下為張燦鍙站臺助選，大幅拉抬張燦鍙支持度，並與同為正義連線的許添財劃清界線，張燦鍙才得以勝出。
1997年選後，吳氏公關公司承攬李進勇基隆市府及張燦鍙臺南市府多年的公關顧問，按月支領顧問費，向市民宣傳政績。李進勇於2001年尋求競選連任，得票72,212票，少於1997年73,398票，敗選。張燦鍙因任內涉入台南運河案及新吉工業區案，官司纏訟無法脫身，未獲得民進黨提名連任，2001年以不足一萬票敗選。
2014年雲林縣長選舉，吳祥輝受訪稱願為李進勇以「義工方式」操刀選舉文宣。但民進黨主席蔡英文要求蘇治芬為選舉結果負責，故李進勇的選舉主要是由縣長蘇治芬親自操盤。

#### 2004年立法委員選舉
2004年，吳祥輝獨立參選台北市北區立法委員。競選過程中，吳祥輝針對章孝嚴、李敖兩位候選人展開競選議題，試圖與民進黨一同爭取泛綠票源。
吳祥輝邀請橙果設計為其設計選舉商品，並安排蔣友柏與四二四刺殺蔣經國案的鄭自才一同出席選舉商品發表會；自由時報順勢報導為「蔣友柏幫吳祥輝助選 對上章孝嚴」，但聯合報及中國時報則報導，蔣友柏與現場的張燦鍙、鄭自才沒有互動。蔣友柏坦承，批判蔣家長輩已被塑造為商業活動，與吳祥輝合作純粹是生意考量，不為吳祥輝站台。
吳祥輝對外表示，其批判李敖之著作《李敖死了》，為了選舉將改版為六章的小冊子，加印50萬冊。
從黨外時期開始，長期替民進黨從事政治公關活動的吳祥輝，仍寄望泛綠為主的群眾給予支持。但民進黨在該選區高額提名，5名黨籍候選人聯合競選，沒有給予其他反國民黨候選人開拓票源的空間。11月7日，吳祥輝把5隻迷你豬帶進民進黨的造勢場合，帶著擴音器，批評民進黨聯合競選之配票策略，根本是把選民當豬，任憑政客擺布。吳祥輝的做法，引起民進黨支持者作勢追打。
吳祥輝因缺少媒體曝光度，又無政黨的助選團及造勢集會，選情邊緣化。
TVBS於9、10、11月對臺北市北選區進行三輪民調，吳祥輝排名敬陪末座，第三輪民調僅得0.3%支持率。
該次選舉，應選10席，吳祥輝獲847票，得票率0.14%，以第18名低票落選，20萬元保證金遭沒收，且無法獲得競選補助款。而吳祥輝設定的對手，章孝嚴及李敖，自始至終不回應吳祥輝發起的選舉議題，最終章孝嚴獲52,482票，在北市北選區以第二名高票當選，李敖獲33,922票，在北市南選區接收陳文茜票源，以第十名當選。

#### 2018年中華民國直轄市長及縣市長選舉
2018年臺北市長選舉，吳祥輝積極參與姚文智的競選活動。吳祥輝並在政治餐會、政論節目及報紙投書等發聲渠道，積極主張民進黨應自提人選，選情將回歸藍綠對決態勢，柯文哲選票基本面僅有25萬票，不到姚文智及丁守中的一半。吳並以1997年臺南選情為例，指獲民進黨提名者，終將獲得政黨基本盤票數。
吳祥輝並在政論節目新台灣加油中講述："如果柯P拿超過15萬票，我這一輩子我就閉嘴了，不談選舉"，開票當天柯文哲柯文哲拿了580,820票，姚文智僅拿244,641票。https://www.ettoday.net/news/20181125/1315395.htm

#### 批評勞基法修正案
2016年11月18日，針對蔡英文政府力推「一例一休」及「砍七天假」的《勞動基準法》修正案所引發的爭議，吳祥輝在臉書發文指出，蔡英文政府的亂象來自「會計當總經理」，一直在加減乘除處理問題；例假日就是週休二日，「這是先進國家的基本價值」，國定假日怎麼定、怎麼休則是另一個法案；如果治國者分不清楚「不可讓步的基本價值」和「可妥協的政策」，一天給治國者365小時都不夠用。

### 作家
- 2002年，《吳祥輝選舉學》出版。
- 2005年，吳祥輝開始第一個五年寫作計畫。
- 2006年，旅行寫作歐亞諸國，「國家書寫系列」歐洲三部曲之首部曲《芬蘭驚豔》[24][25]出版，獲得金鼎獎一般圖書類「第三十一屆最佳著作人獎」。同年被《亞洲週刊》評為非文學類「2006年度全球華文十大好書」。
- 2007年，歐洲三部曲之二部曲《驚歎愛爾蘭》出版，獲「金石堂」評選為2007年「年度最具影響力的十本書」
- 2008年，《我是被老師教壞的——我最感謝的一所學校》出版，誠品評選為年度「父親節的贈禮首選」。
- 2009年，歐洲三部曲之最終曲《驚喜挪威》出版。
- 2011年，吳祥輝繼續進行寫作計劃父子三部曲之首部曲《陪你走中國》出版。同年成立「蝴蝶蘭文創有限公司」。
- 2013年，父子三部曲之二部曲《驚恐日本》出版。
- 2015年，父子三部曲之最終曲《洋蔥韓國》出版。
- 2017年，寫作旅行美國五十州，美國三部曲之首部曲《磅礴美國》[26]出版。同年由「蝴蝶蘭文創有限公司」重編出版「吳祥輝經典作品集八冊」：《拒絕聯考的小子》《芬蘭驚豔》《驚歎愛爾蘭》《驚喜挪威》《告別中國》《惜別日本》《離別韓國》。

## 爭議
- 2002年9月1日，吳祥輝出版《吳祥輝選舉學》。然而在2004年12月11日台北市立委選舉中，吳祥輝只拿到847票，得票率0.14%，保證金新台幣20萬元遭沒收，且無法獲得競選補助款。[27]因此吳祥輝被部分網友以帶有貶意的「847」代稱之。
- 2017年1月5日，吳祥輝於Facebook專頁張貼言論「女人當總統，行政院長找個真正的男人吧，有肩膀有魄力，敢砍敢殺的」，認為「要大改革，不砍不殺改屁啊」，並強調「我就是要強調男性啊，就是要特別注意準確用字啊。」[28]。此番言論引起爭議，不少網友批評他性別歧視，並認為該言論是「懶叫治國」[29]。
- 2017年9月18日、2018年1月26日及2018年2月22日，接在政論節目新台灣加油上表明柯文哲若在台北市長選舉，得票數超過15萬票，從此一輩子閉上嘴巴不談政治。但在2019年2月20日在自己的Facebook粉絲專業回應2017年9月18日的論述，對此表示遭到惡意剪接這段談話，斷章取義，將政治評論去脈絡化，散佈「只要柯文哲超過15萬票，吳祥輝一輩子閉嘴」這段文字，成為網路話題，新聞媒體亦未經查證對此進行高強度報導，誤導民眾。並將會對影片剪輯者提告。目前對另外兩日的論述並無做出回應。
- 2018年6月10日，吳祥輝於Facebook專頁張貼言論抨擊台北市長柯文哲：「世代歧見代代有。我大概是台灣50年來，衝撞世代歧見最屌的一個。台灣的世代歧視興於柯文哲，他大概是50年來最無能、無情、無恥的台北市長。在一個民主先進國家，柯文哲早就被轟下台了。他的太太如果有受過好的教養，早就離他而去。他的子女早就以他為恥。這就是有人說他早就該『妻離子散』的簡單詮釋。」[30] 此番言論引起爭議，不少網友批評，是有多大的深仇大恨會讓人說出這種話。吳祥輝回應：「今天這貼文誘殺大概至少50隻柯鼠，過癮的星期天。留幾隻給大家觀賞和玩玩。」[31]
- 2018年8月28日，吳祥輝於Facebook專頁張貼言論：「我的寶刀一出鞘，不祭血就不會收。摧毀柯文哲，已是我的最謙卑的一個人生目標。我們宜蘭人只有簡單的六個字，『有戰死，沒投降。』不是柯文哲死，就是我死。除非柯文哲砍您們所有的頭來見，否則寶刀不會收。」[32]此番言論引起爭議，部分網友甚至因此心生恐懼。PTT鄉民UBCS因此毅然報案申訴(案號：201808280023)，原因為在FB上散播恐嚇、威脅言論、有攻擊北市府首長傾向以及有大規模攻擊特定市民意圖；但ubcs反成為吳祥輝「告死柯軍柯粉大作戰」的第一位被告人，認為ubcs已觸及斷章取義、《中華民國刑法》妨害名譽罪，提起民事訴訟求償新台幣200萬元[33]。
- 2018年10月2日，伊森·葛特曼於台灣舉行的記者會上公開指稱柯文哲是"liar"（騙子），引發眾怒；吳祥輝力挺葛特曼，並且要控吿柯文哲違反《醫師法》。* 2019年4月25日，在自己的粉絲專頁上稱總統蔡英文為「政治淫婦」，再度因性別歧視行為獲得關注，隨後賴清德團隊發出聲明表示「我們都宣揚我們支持對方理念，不要互相攻擊，同時任何人也不要刻意的，把別人不當言論強壓在候選人身上。」，同時蔡英文總統也在臉書上要求支持者保持冷靜與理性。
- 2020年2月23日，罷韓團體宣布罷免高雄市長韓國瑜的第二階段連署書突破50萬份，離門檻58萬份已經相當接近。而吳祥輝對罷韓正當性提出質疑[34]。接著在自己的臉書上批評罷韓團體：「我X你全家！」、高雄人水準差，坦言韓國瑜市長選上了就是要讓他做，狠批罷韓團體無憑無據發動罷免的行動毫無正當性。也說到「如果我不喜歡的韓國瑜被罷免成功。我就會出來領導罷免蔡英文運動」，並強調，「這是我的承諾」，引發不同立場的網友在其貼文的留言區回覆。

## 家庭
家中有三個兒子，老大吳培節（1981年生，2013年已婚）、老二吳培安（1982年生）都是留英、留美、留日，老三吳培正（1993年生）國中畢業後沒繼續升學，也拒絕出國讀書。一家四個男性的共同點都是沒參加過台灣的大學聯考。
吳祥輝的妻子是李芙眉（Catherine）。

## 作品
小說有《拒絕聯考的小子》（1975），《叛幫的小老么》（1977），《斷指少年》（1977）《台北甜心》，《獨家新聞：一個記者的心路歷程……》（1980）等。另有國家三部曲，《芬蘭驚豔》（2006)，《驚歎愛爾蘭》（2007），《驚喜挪威》（2009），以及父子三部曲，《告別中國》（2011），《惜別日本》（2013），《離別韓國》（2015），《磅礴美國》（2017）。其他另有《李敖死了》（1986），《吳祥輝選舉學》（2002）等。著作斷指少年改編為電影一個問題學生，導演林清介，以及拒絕聯考的小子，導演徐進良。

## 獲獎
- 2006年  亞洲周刊年度非文學類全球華文十大好書 《芬蘭驚豔》
- 2007年  第31屆金鼎獎最佳著作人獎 《芬蘭驚豔》[38]
- 2007年  經濟部中小企業處金書獎知識服務與生活創意類 《芬蘭驚豔》[39]
- 2008年  金石堂書店年度十大最具影響力書籍 《驚歎愛爾蘭》
- 2008年  誠品書店父親節最佳贈禮首選 《我是被老師教壞的》
- 2009年  講義雜誌第六屆年度「最佳旅遊作家」 《驚喜挪威》[40]

## 外部連結
- 吳祥輝的Facebook專頁